# Manele (Hawaje)
Manele – jednostka osadnicza w Stanach Zjednoczonych, w hrabstwie Maui.